# Hajdúböszörmény
Hajdúböszörmény là một thành phố thuộc hạt Hajdú-Bihar, Hungary. Thành phố này có diện tích 370,78 km², dân số năm 2010 là 31636 người, mật độ 85 người/km².